# Limnaios aus Dokimeion
Limnaios (altgriechisch Λιμναῖος) war ein antiker Bildhauer der späten römischen Kaiserzeit aus Dokimeion in Zentralphrygien.
Limnaios ist heute aus einer Inschrift aus Ikonion (heute Konya) bekannt, in der er mit seinem Kollegen Diomedes als aus Dokimeion stammende Bildhauer (altgriechisch ἀγαλματογλύφοι Δοκιματογλύφοι) geführt wird. Wahrscheinlich waren sie in Ikonion tätig. Werke können ihnen nicht zugewiesen werden.